# Pristolepis grootii
Pristolepis grootii is een straalvinnige vissensoort uit de familie van de Pristolepididae. De wetenschappelijke naam van de soort is voor het eerst geldig gepubliceerd in 1852 door Bleeker.